# Enmienda Hyde
En la política estadounidense, la Enmienda Hyde es una disposición legislativa que prohíbe el uso de fondos federales para pagar el aborto, excepto para salvar la vida de la mujer, o si el embarazo surge de incesto o violación.Antes de que la Enmienda Hyde entrara en vigor en 1980, se estimaba que se realizaban anualmente 300.000 abortos con fondos federales.
La Enmienda Hyde original fue aprobada el 30 de septiembre de 1976 por la Cámara de Representantes, con una votación de 312 a 93 para anular el veto de un proyecto de ley de financiamiento para el Departamento de Salud y Servicios Humanos (HEW).Lleva el nombre de su principal patrocinador, el congresista republicano Henry Hyde de Illinois. La medida representó uno de los primeros avances legislativos importantes del movimiento antiaborto de los Estados Unidos tras la decisión de la Corte Suprema de 1973 en el caso Roe v. Wade.
Posteriormente, el Congreso modificó la Enmienda Hyde varias veces. La versión vigente desde 1981 hasta 1993 prohibía el uso de fondos federales para abortos, "excepto cuando la vida de la madre estuviera en peligro si el feto llegaba a término". El 22 de octubre de 1993, el presidente Clinton promulgó la Ley de Asignaciones de los Departamentos de Trabajo, Salud y Servicios Humanos, y Educación y Agencias Relacionadas de 1994.[3] La Ley contenía una nueva versión de la Enmienda Hyde que ampliaba la categoría de abortos para los cuales hay fondos federales disponibles bajo Medicaid para incluir casos de violación e incesto.

## Antecedentes

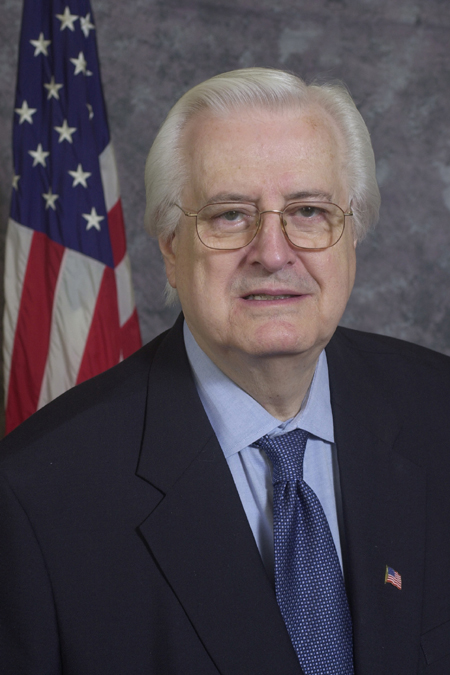
Congresista Henry J. Hyde

La Enmienda Hyde fue introducida por el congresista republicano de Illinois Henry J. Hyde y aprobada por primera vez por el Congreso en 1977, cuatro años después de Roe vs. Wade. La implementación de la enmienda inicial estuvo bloqueada durante casi un año por una orden judicial en el caso McRae v. Matthews. Durante este caso, el Proyecto de Libertad Reproductiva, Centro de Derechos Constitucionales y Planned Parenthood representaron colectivamente a una beneficiaria embarazada de Medicaid y a proveedores de atención médica que desafiaron la Enmienda Hyde. La Corte Suprema de los Estados Unidos anuló la orden judicial en agosto de 1977, lo que provocó que los abortos financiados por Medicaid federal disminuyeran de 300.000 por año a unos pocos miles. Otras prohibiciones siguieron el modelo de la Enmienda Hyde, que se extendió a otros proyectos de ley de gasto anual a finales de los años 1970 y principios de los 1980. Esto finalmente llevó a que se prohibieran los fondos federales en los planes de salud de los trabajadores federales, las mujeres en prisiones federales, las mujeres en el ejército, los voluntarios del programa cuerpo de paz y los programas internacionales de planificación familiar que utilizan fondos no estadounidenses para realizar o defender el aborto.
La Enmienda Hyde se ha promulgado todos los años desde 1976, pero las excepciones han variado. Por ejemplo, la Enmienda de 1978 presentó nuevas excepciones para los sobrevivientes de violación y los casos de incesto. En 1980, la Corte Suprema confirmó la constitucionalidad del texto original de la Enmienda Hyde con una votación de 5 a 4 en Harris v. McRae. La mayoría concluyó que la Enmienda Hyde no violaba la Cláusula de Establecimiento bajo la Primera Enmienda, ni el debido proceso/igualdad de protección proporcionados por la Decimocuarta Enmienda. Este caso decidió que la única excepción a la Enmienda sería en los casos en que la vida de la mujer esté en peligro. Esta decisión se mantuvo a partir de los años fiscales 1981-1993.En Webster v. Reproductive Health Services of Missouri, el tribunal sostuvo que los estados también podrían promulgar medidas como la Enmienda Hyde. El presidente George H. W. Bush vetó un proyecto de ley con excepciones adicionales. Esta decisión dejó la Enmienda con la única excepción de la preocupación de que la vida de la madre estuviera en peligro. El lenguaje no fue modificado hasta la administración Clinton en 1993. En ese momento, la Enmienda Hyde se amplió una vez más para incluir excepciones para casos de violación e incesto.
En Williams v. Zbaraz (1980), la Corte Suprema de los Estados Unidos sostuvo que los estados podían promulgar sus propias versiones de la Enmienda Hyde.
A partir de 1994, la ley federal exige que todos los estados paguen por los casos de aborto relacionados con violación o incesto.
El 24 de enero de 2017, la Cámara votó a favor de hacer permanente la Enmienda Hyde (HR 7). El congresista Paul Ryan (R-WI) declaró: "Somos un Congreso pro-vida" y reafirmó el compromiso del gobierno de restringir el dinero de los impuestos a la los fondos de abortos.El proyecto de ley no logró convertirse en ley.

## Alegatos y efectos
Los defensores de Hyde afirman que la enmienda cuenta con el apoyo del 57% del público estadounidense y la oposición del 36%, para 2016.Los críticos dicen que la Enmienda Hyde afecta desproporcionadamente a mujeres de bajos recursos, mujeres de color, mujeres más jóvenes e inmigrantes, ya que se estima que el 42% de las personas que reciben abortos viven por debajo del umbral de pobreza. Desde la aprobación de la Enmienda Hyde, más de un millón de mujeres no pudieron pagar un aborto. Entre el 18 y el 33% de las mujeres elegibles para Medicaid que desean abortar también han dado a luz porque viven en estados que no proporcionan fondos.
La Enmienda Hyde restringe la cobertura del aborto para los beneficiarios de atención médica financiada con fondos federales, específicamente mujeres inscritas en Medicare y Medicaid, mujeres nativas americanas, mujeres militares y veteranas de los EE. UU., mujeres del Cuerpo de Paz, familias de empleados federales, mujeres residentes de DC y mujeres en centros de detención de inmigrantes y prisiones. La Enmienda Hyde no impide que las mujeres que reciben atención médica a través del gobierno de EE. UU. tengan la opción de pagar el procedimiento de su bolsillo. Según una encuesta nacional de pacientes que abortaron en 2014, las mujeres en estados sin cobertura de aborto de Medicaid tenían tres veces más probabilidades de pagar sus abortos de su bolsillo y cinco veces más probabilidades de depender de la asistencia financiera de un fondo de aborto, en comparación con las mujeres en estados con cobertura de Medicaid.

## Actuaciones estatales

Estados que financian abortos
El Estado financia voluntariamente los abortos
El Estado financia abortos por orden judicial

17 estados tienen una política para utilizar sus propios fondos de Medicaid para pagar el aborto más allá de los requisitos de la Enmienda Hyde, y se estima que el 20% de los abortos se pagan a través de Medicaid.
A partir de 2021, 16 estados utilizan sus propios fondos estatales para pagar abortos electivos y servicios similares, superando los requisitos federales.
En consecuencia, el corte de los fondos federales de Medicaid llevó a algunos estados a proporcionar fondos públicos para los servicios de aborto con cargo a sus propios presupuestos. Con el tiempo, el número de estados que lo hacen se ha ido ampliando gradualmente, ya sea a través de la legislación o como consecuencia de sentencias judiciales.
Algunos gobiernos estatales han establecido estipulaciones específicas. Algunas de estas disposiciones eliminan las restricciones que se han implementado a nivel federal, mientras que otras se utilizan para ampliar aún más el alcance que la Enmienda Hyde ha implementado. Por ejemplo, en Iowa, para poder abortar bajo el programa Medicaid, se debe obtener la aprobación del gobernador. En Iowa, Misisippi y Virginia se han adoptado disposiciones para el caso de malformación fetal.

## Novedades recientes

### Stupak-Pitts (2010)
La Enmienda Stupak-Pitts, una enmienda a la Ley de Asistencia Sanitaria Asequible para América, fue presentada por el representante demócrata Bart Stupak de Míchigan. Prohíbe el uso de fondos federales "para pagar cualquier aborto o cubrir cualquier parte de los costos de cualquier plan de salud que incluya cobertura de aborto", excepto en casos de violación, incesto o peligro para la vida de la madre,y fue incluido en el proyecto de ley aprobado por la Cámara de Representantes el 7 de noviembre de 2009. Sin embargo, el proyecto de ley del Senado aprobado por la Cámara el 21 de marzo de 2010 no contenía ese lenguaje de la Enmienda Hyde. Como parte de un acuerdo entre el Representante Stupak y el presidente Obama para asegurar el voto de Stupak, el presidente emitió la Orden Ejecutiva 13535 el 24 de marzo de 2010, afirmando que la Enmienda Hyde se extendería al nuevo proyecto de ley.

### Hillary Clinton (2016)
La plataforma demócrata de 2016 marcó la primera plataforma de un partido político importante que incluyó un llamado explícito a revocar la Enmienda Hyde.
Hillary Clinton abogó por la revocación de la Enmienda Hyde durante su campaña presidencial de 2016. Fue citada diciendo: "Cualquier derecho que requiera que usted tome medidas extraordinarias para acceder, no es ningún derecho", en un mitin de campaña en New Hampshire.Según se informa, el candidato demócrata a la vicepresidencia, Tim Kaine, apoyó a su compañero de fórmula en esta cuestión, a pesar de haber sido anteriormente partidario de la Enmienda Hyde.

### 2018
En 2018, los republicanos propusieron agregar la Enmienda Hyde a la Ley de Cuidado de Salud a Bajo Precio en el proyecto de ley de gastos de 2018, a cambio de una mayor aportación de fondos para reducir las primas de seguros y agregar reaseguros. Sin embargo, esto fue rechazado por los demócratas.El ex congresista Paul Ryan había dicho que no presentaría medidas para reducir las primas de la ACA sin agregar el texto de la Enmienda Hyde.

### Joe Biden (2019-presente)
Durante la campaña presidencial de 2020, Joe Biden revirtió su apoyo anterior a la Enmienda Hyde y se comprometió a trabajar para revocarla si era elegido.En 2021, presentó un presupuesto para 2022 que omitía por completo la Enmienda Hyde.
Un proyecto de ley de Trabajo, Salud y Servicios Humanos presentado en 2021 excluyó la enmienda. Sin embargo, la enmienda se reinsertó en el presupuesto federal aprobado en marzo de 2022.
206 demócratas votaron a favor del proyecto de ley de gastos; 15 en contra.Como se informó en Roll Call, “los demócratas votaron abrumadoramente a favor de la parte del plan general no relacionada con la defensa”. Presidenta de Asignaciones de la Cámara, Rosa DeLauro, D-Conn.... "expresó su frustración por la concesión de su partido sobre Hyde [manteniéndola en el proyecto de ley general aprobado finalmente]. Dijo que es la 'primera presidenta de asignaciones desde 1977 que lo elimina porque considera que se trata de una política ofensiva y discriminatoria que ha excluido a innumerables mujeres de la atención de salud reproductiva que merecen durante más de 40 años'”.